# Nazionale femminile di pallacanestro dell'Ucraina
La nazionale di pallacanestro femminile dell'Ucraina, selezione delle migliori giocatrici di pallacanestro di nazionalità ucraina, rappresenta l'Ucraina nelle competizioni internazionali femminili di pallacanestro organizzate dalla FIBA, ed è gestita dalla Federazione cestistica dell'Ucraina.
Attualmente l'allenatore è Volodymyr Cholopov.

## Storia

### Nazionale Unione Sovietica (1946-1991)
Nel periodo compreso tra il 1946 ed il 1991, ha fatto parte dell'Unione Sovietica.

### Squadra Unificata (1992)
Nel 1992 è stata inclusa nella CSI, sotto le cui insegne ha partecipato alla Olimpiade di Barcellona.

### Nazionale ucraina (dal 1992)
La nazionale ucraina partecipa alle competizioni FIBA dal 1992, dopo che il paese è diventato indipendente dall'Unione Sovietica.

Ha preso parte cinque volte alla fase finale dell'Eurobasket, dove beneficiando della vecchia scuola sovietica, è salita sul gradino più alto del podio alla prima partecipazione nel 1995, dove nella finalissima si è imposta sull'Italia.

Nel 1996, con il Titolo Europeo in tasca ha affrontato le Olimpiadi di Atlanta, dove ha ottenuto un dignitoso quarto posto.

Da allora è in caduta libera, oltre a non avere più una presenza costante sul palcoscenico europeo, ha fallito le qualificazioni a tutte le seguenti edizioni delle olimpiadi, mentre non ha mai partecipato ai Campionati Mondiali.

## Piazzamenti
Olimpiadi
- 1996 - 4°

Europei
- 1995 -  1°
- 1997 - 10°
- 2001 - 11°
- 2003 - 11°
- 2009 - 13°
- 2013 - 13°
- 2015 - 16°
- 2017 - 10°
- 2019 - 16°

## Formazioni

### Olimpiadi
Pallacanestro ai Giochi della XXVI Olimpiade - Torneo femminile4 Kyryčenko, 5 Burenok, 6 Žyrko, 7 Oberemko, 8 Paradiz, 9 Tkačenko, 10 Leleka, 11 Dovhaljuk, 12 Sadovnykova, 13 Syl'janova, 14 Šljachova, 15 Nazarenko,        All. Volodymyr Ryžov

### Europei
Campionato europeo femminile di pallacanestro 19954 Kyryčenko, 5 Burenok, 6 Žyrko, 7 Oberemko, 8 Svyrydova, 9 Tkačenko, 10 Navroc'ka, 11 Dovhaljuk, 12 Matvjejeva, 13 Syl'janova, 14 Šljachova, 15 Nazarenko,        All. Volodymyr Ryžov
Campionato europeo femminile di pallacanestro 19974 Kyryčenko, 5 Burenok, 6 Havrylova, 7 Kaljužna, 8 Kozačenko, 9 Tkačenko, 10 Syl'janova, 11 Fen'ko, 12 Pivovarova, 13 Leleka, 14 Žeržerunova, 15 Firsova,        All. Volodymyr Ryžov
Campionato europeo femminile di pallacanestro 20014 Kyryčenko, 5 Burenok, 6 Dejnyčenko, 7 Proščenko, 8 Šablins'ka, 9 Tkačenko, 10 Birjuk, 11 Isačenko, 12 Pys'mennyk, 13 Leleka, 14 Ohorodnikova, 15 Chodova,        All. -
Campionato europeo femminile di pallacanestro 20034 Kyryčenko, 5 Lapšynova, 6 Žeržerunova, 7 Birjuk, 8 Ljaškova, 9 Burenok, 10 Chabarova, 11 Pys'mennyk, 12 Al'oškina, 13 Fen'ko, 14 Ohorodnikova, 15 Leleka,        All. -
Campionato europeo femminile di pallacanestro 20094 Birjuk, 5 Šarovka, 6 Ščypakina, 7 Kočubej, 8 Berežynska, 9 Horbunova, 10 Malašenko, 11 Dubrovina, 12 Al'oškina, 13 Krasnikova, 14 Ohorodnikova, 15 Žeržerunova,        All. Volodymyr Brjuchovec'kyj
Campionato europeo femminile di pallacanestro 20134 Dubrovina, 5 Samburs'ka, 6 Macko, 7 Kočubej, 8 Dorohobuzova, 9 Horbunova, 10 Zaryc'ka, 11 Jahupova, 12 Al'oškina, 13 Mirčeva, 14 Ohorodnikova, 15 Prystupa,        All. Vadim Čečuro
Campionato europeo femminile di pallacanestro 20154 Dubrovina, 5 Spitkovs'ka, 6 Šmatova, 7 Antonjuk, 8 Ček, 9 Samburs'ka, 10 Rymarenko, 11 Prystupa, 12 Dorohobuzova, 13 Bilocerkivs'ka, 14 Jahupova, 15 Mirčeva,        All. Vadim Čečuro
Campionato europeo femminile di pallacanestro 20175 Spitkovs'ka, 8 Horobec', 9 Naumenko, 10 Mazničenko, 13 Malašenko, 14 Jahupova, 19 Udodenko, 23 Jackovec', 24 Moss, 31 Ol'chovyk, 44 Dorohobuzova, 88 Bilocerkivs'ka,        All. Volodymyr Cholopov
Campionato europeo femminile di pallacanestro 20195 Kondus', 7 Vološyna, 8 Horobec', 9 Radulovyć, 11 Uro-Nilje, 12 Jackovec', 13 Malašenko, 19 Udodenko, 23 Jahupova, 31 Ol'chovyk, 32 Naumenko, 88 Bilocerkivs'ka,        All. Goran Bošković

## Nazionali giovanili
- Selezioni giovanili della nazionale di pallacanestro femminile dell'Ucraina